# Strymon albovirgata
Strymon albovirgata är en fjärilsart som beskrevs av Tutt. Strymon albovirgata ingår i släktet Strymon och familjen juvelvingar. Inga underarter finns listade i Catalogue of Life.